# Antalis agilis
Antalis agilis är en blötdjursart som först beskrevs av M. Sars in G.O. Sars 1872.  Antalis agilis ingår i släktet Antalis, och familjen Dentaliidae. Arten har ej påträffats i Sverige.

## Bildgalleri

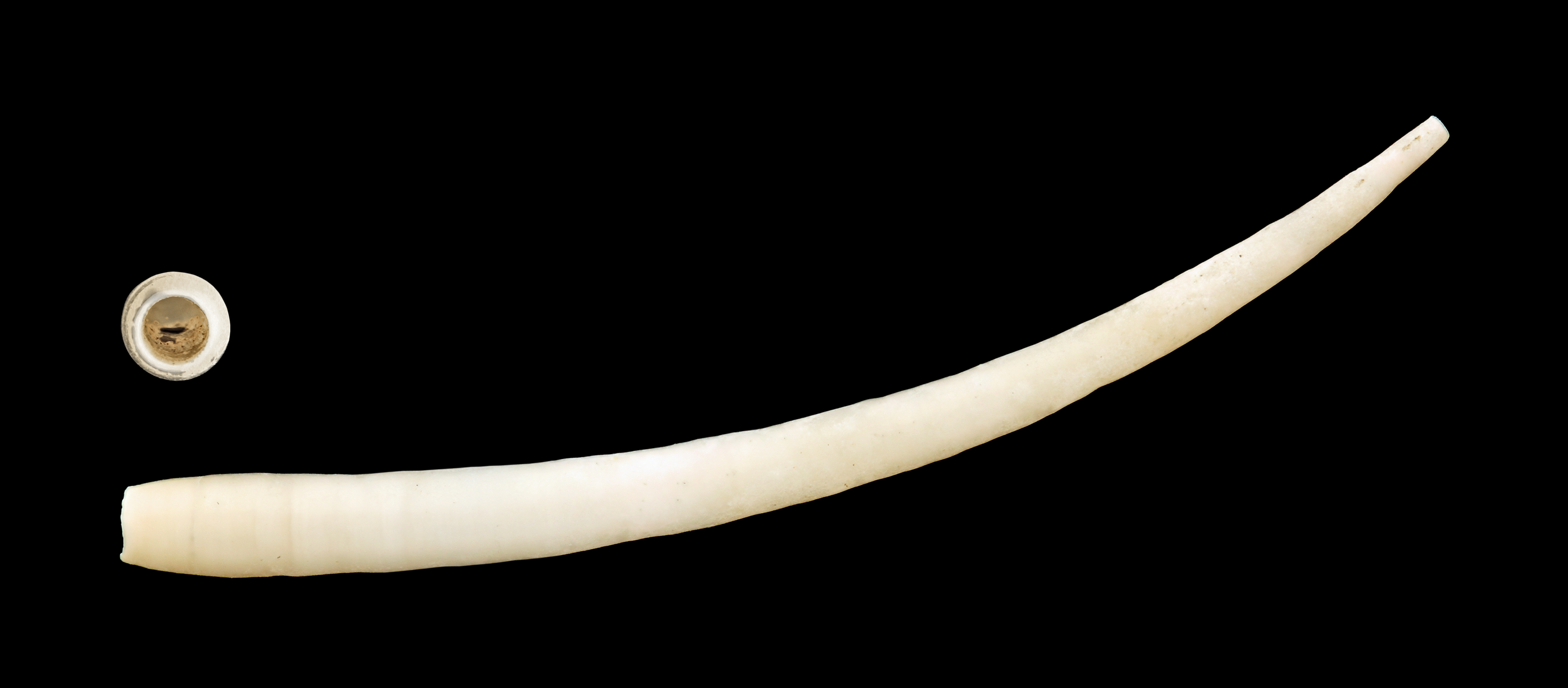